# الا میچل
الا میچل (انگلیسی: Ella Mitchell؛ ۱۴ سپتامبر ۱۹۳۵ – ۲ ژوئیهٔ ۲۰۲۴) بازیگر تئاتر، سینما، تلویزیون و خواننده اهل ایالات متحده آمریکا بود.
از جمله فیلم‌ها یا مجموعه‌های تلویزیونی که وی در آن‌ها نقش داشته‌است، می‌توان به خانه مامان بزرگ اشاره نمود. 